# Scogli della Favorita
Gli scogli della Favorita formano un gruppo di scogli dell'Italia, in Campania.